# 草地风毛菊
草地风毛菊（学名：Saussurea amara）为菊科风毛菊属的植物。分布于俄罗斯、蒙古、塔吉克斯坦、乌兹别克斯坦、哈萨克斯坦、欧洲以及中国大陆的陕西、黑龙江、北京、内蒙古、吉林、河北、新疆、山西、辽宁、青海等地，生长于海拔510米至3,200米的地区，常生长在森林草地、湖边、沙丘、盐碱地、河堤、山坡、草原、荒地、路边及水边。

## 别名
驴耳风毛菊，羊耳朵

## 异名
- Saussurea amara (L.) DC. f. microcephala Franch.